# Chloromyia tuberculata
Chloromyia tuberculata är en tvåvingeart som beskrevs av James 1952. Chloromyia tuberculata ingår i släktet Chloromyia och familjen vapenflugor. Inga underarter finns listade i Catalogue of Life.